# Neversdorfer See
Der Neversdorfer See ist ein im Kreis Segeberg gelegenes Stillgewässer. Der ungefähr 84 Hektar große und bis zu 9,5 Meter  tiefe See liegt zwischen den Orten Leezen (Holstein), Neversdorf und Bebensee. Die Uferzonen sind meist von Wiesen, Feldern und einzelnen Gehölzen gesäumt.
In den anliegenden Orten finden sich öffentliche Badestellen. Das Befahren des Neversdorfer Sees mit Motorbooten ist nicht gestattet. Zulassungen für kleine Ruder-, Tret- und Segelboote sowie Angellizenzen sind im Amt Leezen erhältlich. Geangelt wird auf Aal, Zander, Barsch und Hecht.